# Bolinichthys photothorax
Bolinichthys photothorax és una espècie de peix de la família dels mictòfids i de l'ordre dels mictofiformes.

## Morfologia
- Els mascles poden assolir 7,3 cm de longitud total.[4][5]

## Reproducció
Assoleix la maduresa sexual en arribar als 5,4 cm de llargària.

## Depredadors
A Rússia és depredat per Epigonus elegans.

## Hàbitat
És un peix marí i d'aigües profundes que viu entre 40-750 m de fondària.

## Distribució geogràfica
Es troba a l'Atlàntic oriental (des de Mauritània fins a Angola), l'Atlàntic occidental (des dels Estats Units i el Canadà fins al Brasil i l'Argentina), l'Índic (entre 10°N i 30°S), el Pacífic (entre 30°N i 25°S, i incloent-hi Nova Zelanda).